# Caroline Champetier
Pour les articles homonymes, voir Champetier et Ribes.
Caroline Champetier, née le 16 juillet 1954 à Paris est une directrice de la photographie et réalisatrice française.
Elle transmet son savoir de directrice de la photographie en intervenant régulièrement à La Femis, à l'école nationale supérieure Louis-Lumière et à la CinéFabrique.

## Biographie
À la fin de sa formation en image et réalisation en 1976, au sein de l'IDHEC (aujourd'hui la FEMIS) Caroline Champetier intègre l'équipe de William Lubtchansky avec qui elle travaille pendant neuf ans.
Elle est directrice de photographie pour de nombreux réalisateurs français et étrangers, parmi lesquels Chantal Akerman, Jean-Luc Godard, Jacques Doillon, Benoît Jacquot, Philippe Garrel, Alain Cuny, Claude Lanzmann, Xavier Beauvois, Leos Carax, Amos Gitaï, Nobuhiro Suwa.
Elle préside l'association française des directeurs de la photographie cinématographique (AFC) de 2009 à 2012.
Elle obtient le César 2011 de la meilleure photo pour le film Des hommes et des dieux de Xavier Beauvois.
Elle se considère comme la « marraine » de la revue de cinéma La Septième Obsession, à laquelle elle accorde régulièrement de longs entretiens sur la fabrication des films, en mai 2018 et en novembre 2019.
Le prix Berlinale Kamera lui est décerné le 23 février 2023 lors de la 73e édition du Festival international du film de Berlin pour sa contribution particulière au cinéma. 

### Vie privée
Caroline Champetier est la mère de l'actrice Alice de Lencquesaing qu'elle a eue avec le comédien, metteur en scène et réalisateur Louis-Do de Lencquesaing.

## Filmographie

### Directrice de la photographie
- 1981 : Paris s'en va (court métrage) de Jacques Rivette
- 1981 : Les Photos d'Alix (court métrage) de Jean Eustache
- 1982 : Toute une nuit de Chantal Akerman
- 1987 : Soigne ta droite de Jean-Luc Godard
- 1987 : L'Amoureuse de Jacques Doillon
- 1988 : Elle et lui (court métrage) de François Margolin
- 1988 : Quand je serai jeune de Yann Dedet
- 1988 : Puissance de la parole de Jean-Luc Godard
- 1988 : La Bande des quatre de Jacques Rivette
- 1988 : On s'est tous défilé de Jean-Luc Godard
- 1989 : La Fille de 15 ans de Jacques Doillon
- 1990 : Les Dernières Heures du millénaire
- 1990 : La Désenchantée de Benoît Jacquot
- 1991 : J'entends plus la guitare de Philippe Garrel
- 1991 : L'Annonce faite à Marie d'Alain Cuny
- 1992 : La Sentinelle de Arnaud Desplechin
- 1993 : Les enfants jouent à la Russie de Jean-Luc Godard
- 1993 : Mensonge de François Margolin
- 1993 : Hélas pour moi de Jean-Luc Godard
- 1995 : La Fille seule de Benoît Jacquot
- 1995 : N'oublie pas que tu vas mourir de Xavier Beauvois
- 1995 : En avoir (ou pas) de Laetitia Masson
- 1996 : C'est de l'art de Pierre Coulibeuf
- 1996 : The Typewriter, the Rifle and the Movie Camera d'Adam Simon
- 1996 : Ponette de Jacques Doillon
- 1997 : Nettoyage à sec d'Anne Fontaine
- 1998 : Retour à Alep (Documentaire TV) de Marie Seurat
- 1998 : L'École de la chair de Benoît Jacquot
- 1998 : Alice et Martin d'André Téchiné
- 1998 : Par cœur de Benoît Jacquot
- 1999 : Lush de Mark Gibson
- 1999 : Le Vent de la nuit de Philippe Garrel
- 2000 : Selon Matthieu de Xavier Beauvois
- 2001 : Sobibor, 14 octobre 1943, 16 heures de Claude Lanzmann
- 2001 : Carrément à l'Ouest de Jacques Doillon
- 2001 : Cet amour-là de Josée Dayan
- 2001 : H Story de Nobuhiro Suwa
- 2002 : Novela de Cédric Anger
- 2002 : La Guerre à Paris de Yolande Zauberman
- 2003 : Les Liaisons dangereuses (feuilleton télévisé) de Josée Dayan
- 2003 : Les Parents terribles (téléfilm) de Josée Dayan
- 2003 : Les Visages de Christophe Loizillon
- 2003 : La nuit sera longue d'Olivier Torres
- 2003 : Le Génie français (série télévisée) de Josée Dayan et David Jankowski
- 2004 : Princesse Marie (téléfilm) de Benoît Jacquot
- 2004 : À tout de suite de Benoît Jacquot
- 2004 : Quand nous étions punk de Pascal Rambert
- 2004 : Terre promise d'Amos Gitaï
- 2005 : Car Wash (court métrage) de Pascal Rambert
- 2005 : Le Petit Lieutenant de Xavier Beauvois
- 2005 : Un couple parfait de Nobuhiro Suwa
- 2005 : Carmen (téléfilm) de Jean-Pierre Limosin
- 2006 : Nouvelle chance d'Anne Fontaine
- 2006 : L'Intouchable de Benoît Jacquot
- 2007 : Imago Mundi de Lisl Ponger
- 2007 : L'Avocat de la terreur de Barbet Schroeder
- 2007 : L'Aimée de Arnaud Desplechin
- 2007 : Le ragioni dell'aragosta de Sabina Guzzanti
- 2007 : Le Tueur de Cédric Anger
- 2008 : Jeanne M. - Côté cour, côté cœur (documentaire TV) de Josée Dayan, Pierre-André Boutang et Annie Chevalley
- 2008 : Plus tard tu comprendras de Amos Gitaï
- 2008 : Villa Amalia de Benoît Jacquot
- 2008 : Tokyo! de Leos Carax
- 2008 : Nanayomachi de Naomi Kawase
- 2008 : À l'est de moi de Bojena Horackova
- 2010 : Le Mariage à trois de Jacques Doillon
- 2010 : Des hommes et des dieux de Xavier Beauvois
- 2011 : La Ligne blanche d'Olivier Torres
- 2012 : Sport de filles de Patricia Mazuy
- 2012 : Holy Motors de Leos Carax
- 2013 : Hannah Arendt de Margarethe von Trotta
- 2014 : Gradiva de Leos Carax (court métrage)
- 2014 : Le Souffleur de l'affaire de Isabelle Prim
- 2015 : À 14 ans de Hélène Zimmer
- 2015 : L'Antiquaire de François Margolin
- 2017 : Les Gardiennes de Xavier Beauvois[9].
- 2021 : Annette de Leos Carax
- 2022 : Par cœurs de Benoît Jacquot
- 2023 : Les damnés ne pleurent pas de Fyzal Boulifa
- 2024 : Une famille de Christine Angot
- 2024 : Belle de Benoît Jacquot

### Réalisatrice

#### Courts métrages
- 1973 : La Mise à sac
- 1976 : On ne connaît qu'elle
- 1979 : Évidence
- 1987 : Le Secrétaire
- 1990 : Reflet ou l'art de balayer
- 1993 : Le Sommeil d'Adrien
- 1994 : Le Temps du bonheur
- 1999 : Marée haute
- 2009 : Cœur de tigre (lettre filmée)

#### Longs métrages
- 2013 : Berthe Morisot
- 2015 : Nuytten/Film (documentaire)

## Distinctions

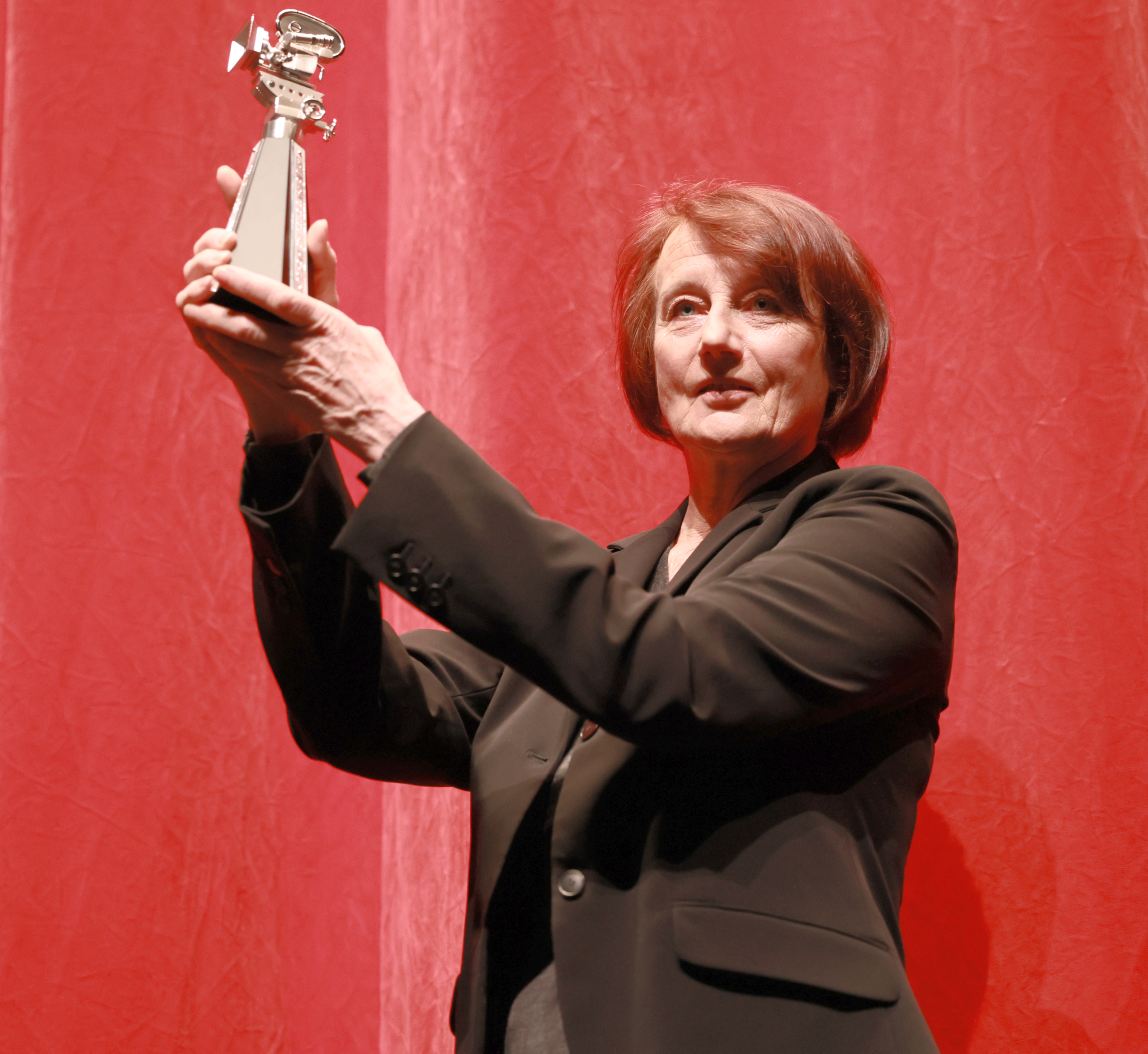
Berlinale Kamera de Caroline Champetier à la Berlinale 2023.

### Récompenses
- César du cinéma 2011 : César de la meilleure photographie pour Des hommes et des dieux.
- Prix Lumières 2011 : Lumière de la meilleure image pour Des hommes et des dieux.
- Prix Lumières 2022 : Lumière de la meilleure image pour Annette.
- Berlinale 2023 : Berlinale Kamera.

### Nominations
- César du cinéma 2013 : nomination au César de la meilleure photographie pour Holy Motors.
- Prix Lumières 2013 : nomination au Lumière de la meilleure image pour Holy Motors.
- Prix Lumières 2018 : nomination au Lumière de la meilleure image pour Les Gardiennes.
- César du cinéma 2022 : nomination au César de la meilleure photographie pour Annette.

### Source radiophonique
- Antoine Guillot, « Caroline Champetier : "Je suis beaucoup plus faite par mon époque que par moi-même" » [audio], émission Les Masterclasses (58 min), France Culture, 8 juillet 2023.